# Elevthérios Venizelos (Creta)

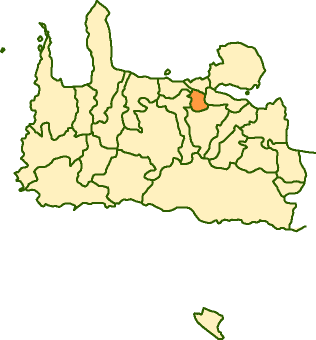
El municipi d'Elevthérios Venizelos a la prefectura de Khanià

Elevthérios Venizelos era un municipi a l'interior de l'illa grega de Creta, a la prefectura de Khanià. Va rebre aquest nom en honor del polític cretenc Elevthérios Venizelos, que era fill del poble de Murniés. Amb el pla Kal·likratis es va integrar en el nou municipi de Khanià.